# Jornada Mundial da Juventude de 2008
A XXIII Jornada Mundial da Juventude de 2008 foi um encontro da juventude católica em Sydney, na Austrália, de 15 a 20 de julho de 2008. Foi a primeira Jornada Mundial da Juventude realizada na Oceania. O tema da jornada foi "Recebereis a força do Espírito Santo, que virá sobre vós, e sereis minhas testemunhas." (Atos 1:8).
O anúncio da cidade de Sydney como sendo a sede da XXIII JMJ foi feito pelo Papa Bento XVI, durante a Jornada Mundial da Juventude de Colônia, em 2005.
| “ | Neste momento, em que a presença viva de Jesus Cristo ressuscitado no meio de nós alimenta a fé e a esperança, sinto-me feliz por vos anunciar que a próxima Jornada Mundial da Juventude terá lugar em Sydney, na Austrália, no ano de 2008. Confiemos à orientação maternal e amorosa de Maria Santíssima o caminho futuro dos jovens do mundo inteiro. Agora, recitemos o Angelus. | ” |
|   | — Papa Bento XVI, XX JMJ, Marienfeld (Alemanha), 21 de Agosto de 2005. |   |

## Números finais da jornada
- Cerca de 500 000 pessoas, de mais de 170 países, participaram da cerimônia de boas vindas ao Papa Bento XVI, em 17 de julho.[2]
- Mais de 400 000 pessoas participaram da missa de envio.
- 2000 jornalistas cobriram o evento.
- 8000 voluntários colaboraram no evento.
- Participaram 4 000 sacerdotes e diáconos, 420 bispos e 26 cardeais.